# Lagrecacanthops brasiliensis
Lagrecacanthops brasiliensis es una especie de mantis de la familia Acanthopidae.

## Distribución geográfica
Se encuentra en Brasil.